# Danuta Tylkowa
Danuta Tylkowa (ur. 9 stycznia 1932 w Przemyślu, zm. 11 grudnia 2004 w Krakowie) – polska etnografka, docent doktor habilitowany.

## Życiorys
Jej rodzicami byli Anna z domu Gerlicka i Józef Broda – dyrektor młyna w Przemyślu. Podczas II wojny światowej mieszkała w Łucku. Po zakończeniu wojny przeniosła się z rodziną do Krakowa, gdzie uczęszczała do XI Gimnazjum im. Józefy Joteyko. Egzamin dojrzałości zdała we Wrocławiu w 1951 roku. W latach 1951–1955 studiowała na Uniwersytet Jagielloński na kierunku Studium Historii Kultury Materialnej. Stopień magistra etnografii uzyskała tamże na podstawie pracy pt. Konstrukcja drewnianych ścian chaty w Polsce, jej promotorem był Kazimierz Moszyński. Poślubiła docenta dra inż. Akademii Rolniczej w Krakowie, Władysława Tylka, w 1952 roku, miała z nim córkę Dorotę (ur. 1954). Po studiach pracowała w Katedrze Etnografii Słowian Uniwersytetu Jagiellońskiego. Od 1 listopada 1969 roku pracowała w Zakładzie Etnografii Instytutu Historii Kultury Materialnej Polskiej Akademii Nauk na stanowisku starszego asystenta (do 30 kwietnia 1976 roku), a następnie na stanowisku adiunkta. Stopnień doktora uzyskała z wyróżnieniem 15 marca 1976 roku na Uniwersytecie Jagiellońskim na podstawie pracy Zdobywanie i użytkowanie wody we wsiach Beskidu Śląskiego, jej promotorem był Mieczysław Gładysz. Habilitowała się 21 marca 1991 roku w dziedzinie etnografii na podstawie pracy Medycyna ludowa w kulturze wsi Karpat Polskich. 1 stycznia 1992 roku została zatrudniona na stanowisku docenta w Instytucie Archeologii i Etnologii Polskiej Akademii Nauk. Od 1 marca 1987 roku do przejścia na emeryturę w 2002 roku była kierownikiem Pracowni Etnologii Instytutu Historii Kultury Materialnej Polskiej Akademii Nauk. Była przewodniczącą sekcji polskiej Międzynarodowej Komisji do Badania Kultury Ludowej w Karpatach. Jej zainteresowaniami badawczymi były głównie: architektura ludowa, pasterstwo, gospodarka wodna, medycyna ludowa. Prowadziła liczne badania terenowe, m.in. w Beskidzie Śląskim. Należała do Polskiego Towarzystwa Ludoznawczego od 1958 roku oraz do Towarzystwa Lekarskiego Krakowskiego. Zmarła 11 grudnia 2004 roku w Krakowie, została tamże pochowana na cmentarzu Rakowickim.

## Odznaczenia
- srebrny Krzyż Zasługi (1993)[2]

## Publikacje
Publikowała artykuły naukowe m.in. w „Ethnobotanik”, „Etnografii Polskiej”, „Roczniku Muzeum Etnograficznego w Krakowie”.

### Publikacje książkowe
- Zdobywanie i użytkowanie wody we wsiach Beskidu Śląskiego (Zakład Narodowy im. Ossolińskich, 1978)[5]
- Medycyna ludowa w kulturze wsi Karpat Polskich: tradycja i współczesność  (Zakład Narodowy im. Ossolińskich, 1989)[6]
- Górale Beskidu Żywieckiego: wybrane dziedziny kultury ludowej: praca zbiorowa (redaktor; Secesja, 1991)[7]
- Podhale: tradycja we współczesnej kulturze wsi: praca zbiorowa (redaktor; Ośrodek Archeologii Gór i Wyżyn Polskiej Akademii Nauk, 2000)[8]